# استورو
استورو (به ایتالیایی: Storo) یک کومونه در ایتالیا است که در ترنتینو واقع شده‌است.

## خصوصیات
استورو ۶۲٫۹ کیلومترمربع مساحت و ۴٬۵۵۴ نفر جمعیت دارد و ۴۰۹ متر بالاتر از سطح دریا واقع شده‌است.

## خواهرخوانده
شهر کاوناس خواهرخواندهٔ استورو هست.